# La Brigade de l'Œil
La Brigade de l'Œil est un roman de science-fiction de Guillaume Guéraud, publié en 2007.
Le roman est une déclinaison du thème évoqué dans Fahrenheit 451 (1953) de Ray Bradbury.

## Résumé
En 2017, la loi Bradbury, promulguée par l'impératrice Harmony, interdit les images sur l'ensemble du territoire de Rush Island. Corps de police créé pour lutter contre le trafic d'images, la Brigade de l'Œil intervient sur la voie publique et chez les particuliers pour détruire les images et pour brûler les rétines des contrevenants. 
Kao, jeune homme de 15 ans, fait partie d'un réseau de trafic d'images. L'un de ses clients lui révèle avoir découvert un stock de bobines de films. Kao prend contact avec la résistance et, après diverses pérégrinations, parvient à récupérer quelques bobines afin d'organiser une projection publique. Malheureusement, la Brigade de l'Œil est sur ses traces.